# 30934 Bakerhansen
30934 Bakerhansen este o planetă minoră (asteroid), cu un diametru de 2,836 km, din centura de asteroizi. A fost descoperită pe 16 noiembrie 1993 la Observatorul Palomar de Carolyn S. Shoemaker. 
Obiectul prezintă o orbită caracterizată de o semiaxă mare de 1,8922232 UAi, o excentricitate de 0,04, o înclinație de 20,67529 ° în raport cu ecliptica.